# Sara Stracké-van Bosse

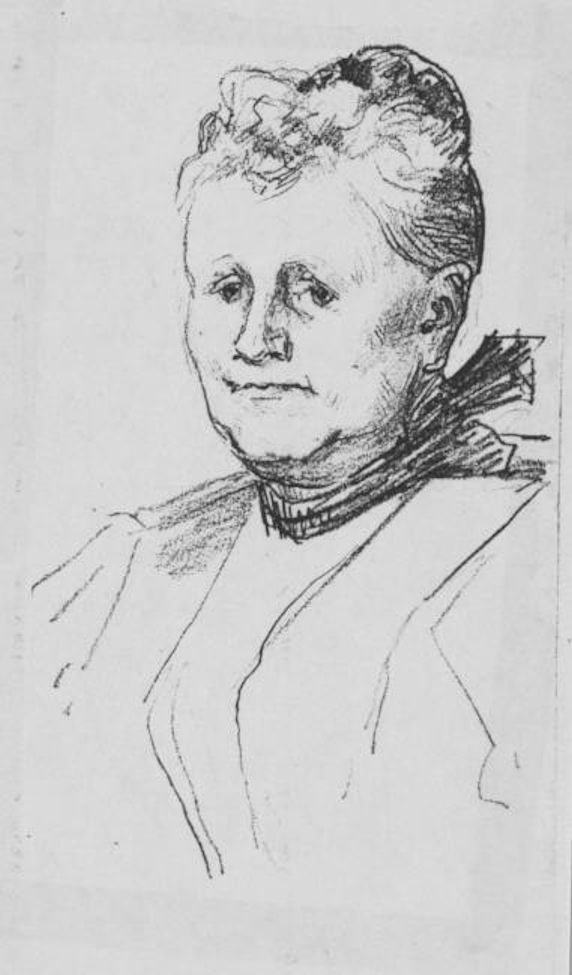
Sara Stracké-van Bosse, porträtiert von ihrem Stiefsohn Louis Stracké

Sara Hendrina Josina van Bosse, ab 1878 Sara Stracké bzw. Sara Stracké-van Bosse (* 5. Januar 1837 in Amsterdam; † 6. April 1922 in Baarn, Provinz Utrecht) war eine niederländische Malerin und Bildhauerin. 

## Leben
Sara van Bosse wurde als Tochter von Anthonij van Bosse (1806–1875), einem Direktor der Nederlandsche Handel-Maatschappij, in eine Familie gehobenen Bürgertums der Stadt Amsterdam geboren.
Als Dilettantin beschäftigte sie sich mit Bildhauerei, Kunstgeschichte und Malerei. Erst 1874 wurde sie in ihrer Vaterstadt Schülerin der Rijksakademie van beeldende kunsten.
Am 9. Mai 1878 heiratete sie in Brummen  den deutsch-niederländischen Bildhauer Frans Stracké, mit dem sie bis 1889 in Amsterdam lebte. Nach dessen Pensionierung  lebte das Paar in Baarn.
In Zusammenarbeit mit dem niederländischen Architekten Jacobus Roeland de Kruijff (1844–1923) schuf sie bis 1886 das Denkmal für Samuel Sarphati (Sybrand Altmann, 1813–1866), einen niederländischen Arzt und Initiator von Projekten der Stadtentwicklung in Amsterdam. Im Bereich der Malerei trat sie durch Bildnisse und Genremotive hervor.
Die Landschaftsmalerin Maria Philippina Bilders-van Bosse, Tochter des niederländischen Finanzministers Pieter Philip van Bosse, und die Algologin Anna Weber-van Bosse, Ehefrau des Malers Wilhelm Ferdinand Willink van Collen, dann des Zoologen Max Wilhelm Carl Weber, waren ihre Cousinen.